# Balanophyllia pittieri
Balanophyllia pittieri is een rifkoralensoort uit de familie van de Dendrophylliidae. De wetenschappelijke naam van de soort is voor het eerst geldig gepubliceerd in 1919 door Vaughan.